# Молизе
Молизе (на италиански: Molise) е административен регион в Южна Италия с население 320 360 жители (2009). Граничи на север с регион Абруцо, на запад с Лацио, на юг с Кампания и на изток с Пулия и Адриатическо море.
Регионът е създаден през 1963 г., когато старият регион Абруци и Молизе се разделя на два независими региона, Молизе и Абруцо. Молизе включва две провинции: Кампобасо и Изерния.

## География
Регионалната територия се разделя на два района: на запад се намира планинният район (55,3%) а на изток – хълмистия район (44,7%). В западния район се намират Апенините, с планините Дела Мета (2.241 м) близо до Абруцо и планините Матезе (2.050 м). Планините Френтани разделят двата района.
Целите брегове са песъчливи до град Термоли, къде се намира изкуствено пристанище. Сред Апенините се намират равнините Венафро, и Бояно.

### Хидрография
В Молизе няма големи реки. Реките Триньо, Биферно и Форторе са малки и с нередовно течение през годината. Река Волтурно, най-голямата в Кампания, извира в Молизе.

## История
До 3 век пр.н.е. регион Молизе е включен в историческия район Самниум, когато е превзет от древните римляни. След падането на римската империя районът е разорен от готските нашествия (535 – 553 г.), и после включен в лангобарското херцогство Беневенто. Името Молизе първо се появява през Средновековието.
През 667 г. в Молизе се заселват българите на каган (княз) Алцек.
През 1531 г. Молизе е под испанското управление и заедно с Пулия участва област „Капитаната“ на Неаполитанското кралство, а регионалното стопанство е в криза. След 1815 г. районът участва Кралството на двете Сицилии. През 1860 г. Молизе се присъдинява от италианското кралство в регион Абруци и Молизе. През 1963 г. провинция Кампобасо се откъсва и регион Молизе е създаден. През 1970 г. новата провинция Изерния е създадена.

## Демографски данни
Най-голямата част от населението на Молизе живее в малки селища, чието население не превъзхожда хиляда жители. Освен двата административни центъра, само градовете Термоли и Венафро са с повече от десет хиляди души и са имали важно градско развитие, а населението на малките селище е намалило през последните десетилетия. В 31 декември 2006 г. се броят 4.834 чужденци (1,5% от населението).
Това е таблица с населението на главните общини на Молизе:
|   | Община              | Провинция | Жители (2008) |
| - | ------------------- | --------- | ------------- |
| 1 | Кампобасо           | CB        | 51.255        |
| 2 | Термоли             | CB        | 32.484        |
| 3 | Изерния             | IS        | 21.831        |
| 4 | Венафро             | IS        | 11.532        |
| 5 | Бояно               | CB        | 8.243         |
| 6 | Ларино              | CB        | 7.168         |
| 7 | Кампомарино         | CB        | 7.037         |
| 8 | Монтенеро ди Бизача | CB        | 6.762         |
| 9 | Рича                | CB        | 5.550         |

### Езикови малцинства
В молишката територия се намират някои езикови малцинства, всички в провинция Кампобасо. Важни са хърватските общества, говорещи молишки хърватски диалект, в общините Монтемитро, Акуавива Колекроче и Сан Феличе в Молизе. Друго чуждо малцинство е албанското общество в общините Кампомарино, Урури, Портоканоне и Монтечилфоне.

## Административно деление
Регионът се разделя на 2 провинции и 136 общини.
| Провинция             | Площ (км²)      | Население (души)   | Гъстота (души./км²) | Общини (№) |
| - Кампобасо - Изерния | - 2.909 - 1.529 | - 231.330 - 88.725 | - 80 - 58           | - 84 - 52  |
| - Общо                | - 4.438         | - 320.360          | - 72                | - 136      |

## Икономика
Икономиката на Молизе не е много развита. Първичният сектор е много важен, а промишлената дейност се намира само в центрове Термоли, Кампобасо, Бояно и Венафро. Най-важен промислен център е Термоли, където се намират хранителни и механични заводи, освен градското пристанище. Туризмът се е развил в последните години заради непорочната природа, обаче пътищата още са недостатъчни в планинния район.

### Икономически данни
Това е таблица с регионалния брутен вътрешен продукт и БВП на човек за Молизе от 2000 до 2006 г.:
|                                        | 2000     | 2001     | 2002     | 2003     | 2004    | 2005     | 2006     |
| -------------------------------------- | -------- | -------- | -------- | -------- | ------- | -------- | -------- |
| Брутен вътрешен продукт (милиона Евро) | 4.930,7  | 5.131,3  | 5.280,5  | 5.337,7  | 5.563,9 | 5.783,5  | 5.958,7  |
| БВП на човек (Евро)                    | 15.308,1 | 15.985,5 | 16.460,3 | 16.607,7 | 17.290  | 17.994,6 | 18.591,9 |

Това е таблица с БВП на Молизе през 2006 г., разделен според главните икономически дейности:
| Икономически дейности                                 | БВП (милиона Евро) | % от регионалния БВП | % от италианския БВП |
| Земеделие и риболов                                   | € 197,7            | 3,32%                | 1,84%                |
| Промишленост                                          | € 982,6            | 16,49%               | 18,30%               |
| Строителство                                          | € 400,3            | 6,72%                | 5,41%                |
| Търговия, туризъм, транспорт и комуникация            | € 994,8            | 16,7%                | 20,54%               |
| Финансово посредничество, дейности за недвижими имоти | € 1.155,1          | 19,38%               | 24,17%               |
| Други служби                                          | € 1.583,4          | 26,57%               | 18,97%               |
| ДДС и косвени данъци                                  | € 644,7            | 10,82%%              | 10,76%               |
| Общ БВП на Молизе                                     | € 5.958,7          |                      |                      |

## Фотогалерия
- Поглед на Кампобасо
- Брегът близо до Термоли
- Църква в село Петачато
- Поглед на село Лупара